# Bílovice-Lutotín
Bílovice-Lutotín – gmina w Czechach, w powiecie Prościejów, w kraju ołomunieckim. Według danych z dnia 1 stycznia 2012 liczyła 513 mieszkańców.
Składa się z dwóch części:
- Bílovice
- Lutotín